# جيمس ريتشاردز (سياسي)
جيمس ريتشاردز (بالإنجليزية: James Richards)‏ هو سياسي أمريكي، ولد في 29 أكتوبر عام 1723، في نوروولك في الولايات المتحدة، وتوفي في 17 مايو عام 1810، في نيو كانان في الولايات المتحدة. انتخب عضو مجلس نواب كونيتيكت.